# Elitdomareklubben i fotboll
Die Interessenvertretung Elitdomareklubben i fotboll ist eine schwedische Organisation, die die Interessen der nationalen Fußballschiedsrichter vertritt.

## Hintergrund
Der Elitdomareklubb gründete sich 1977. In ihm sind die Schiedsrichter der Allsvenskan und der Superettan sowie die Schiedsrichterassistenten auf internationaler Ebene organisiert. Die Hauptaufgabe liegt in der Kommunikation und dem Austausch mit dem Svenska Fotbollförbundet zu den Belangen die Schiedsrichter sowie deren Einsätze und die Ausbildung betreffend.

## Spieler des Jahres und Trainer des Jahres
Jährlich zeichnet der Elitdomareklubb einen Trainer sowie einen Spieler des schwedischen Profifußballs für seinen Einsatz zur Stärkung der Schiedsrichterrolle aus. Jan Sjöström und Torbjörn Nilsson erhielten die Auszeichnung jeweils als Spieler und Trainer.
| Spielzeit | Trainer des Jahres                     | Spieler des Jahres                  |
| --------- | -------------------------------------- | ----------------------------------- |
| 1977      | Björn Bolling (Hammarby IF)            | Jan Sjöström (Hammarby IF)          |
| 1978      | Olle Hellström (Djurgårdens IF)        | Olle Nordin (IFK Göteborg)          |
| 1979      | Henry Angviken (IS Halmia)             | Thomas Wernerson (Åtvidabergs FF)   |
| 1980      | Rolf Sandberg (IK Brage)               | Thom Åhlund (Hammarby IF)           |
| 1981      | Keith Blunt (Malmö FF)                 | Eine Fredriksson (IFK Norrköping)   |
| 1982      | Jan Mak (Halmstads BK)                 | Björn Nordqvist (Örgryte IS)        |
| 1983      | Stefan Lundin (Gefle IF)               | Sten-Ove Ramberg (Hammarby IF)      |
| 1984      | Jan Sjöström (BK Häcken)               | Sven Dahlkvist (AIK)                |
| 1985      | Gert Nyman (Hammarby IF)               | Torbjörn Nilsson (IFK Göteborg)     |
| 1986      | Harry Jönsson (Malmö FF)               | Glenn Sevestedt (Karlskrona AIF)    |
| 1987      | Bengt Cederberg (Trelleborgs FF)       | Jan Svensson (IFK Norrköping)       |
| 1988      | Anders Grönhagen (IFK Sundsvall)       | Stefan Kullberg (Djurgårdens IF)    |
| 1989      | Hans Backe (Östers IF)                 | Mats Rohdin (AIK)                   |
| 1990      | Torbjörn Nilsson (Jonsereds IF)        | Sven Dahlkvist, (Örebro SK)         |
| 1991      | Börje Ohlsson (IFK Luleå)              | Björn Kindlund (AIK)                |
| 1992      | Kjell Pettersson (IK Brage)            | Patrik Andersson (Malmö FF)         |
| 1993      | Torbjörn Nilsson (Örgryte IS)          | Steve Galloway (Umeå FC)            |
| 1994      | Tommy Davidsson (Hammarby IF)          | Pontus Kåmark (IFK Göteborg)        |
| 1995      | Peder Ståhl (Örebro SK)                | Roland Nilsson (Helsingborgs IF)    |
| 1996      | Bengt Cederberg (Trelleborgs FF)       | Niklas Sjöstedt (Örgryte IS)        |
| 1997      | Hasse Ohlsson (IF Elfsborg)            | Nicklas Persson (Östers IF)         |
| 1998      | Olle Nordin (IFK Norrköping)           | Johan Mjällby (AIK)                 |
| 1999      | Erik Hamrén (Örgryte IS)               | Stefan Alvén (Djurgårdens IF)       |
| 2000      | Bengt-Arne Strömberg (IF Elfsborg)     | Michael Brundin (AIK)               |
| 2001      | Sören Cratz (Hammarby IF)              | Lars Eriksson (Hammarby IF)         |
| 2002      | Peder Ståhl (Örebro SK)                | Dick Last (Örgryte IS)              |
| 2003      | Bo Johansson (IFK Göteborg)            | Gustaf Andersson (Helsingborgs IF)  |
| 2004      | Magnus Haglund (IF Elsborg)            | Fredrik Risp (IFK Göteborg)         |
| 2005      | Kjell Jonevret (Djurgårdens IF)        | Mattias Woxlin (Gefle IF)           |
| 2006      | Rikard Norling (AIK)                   | Andreas Granqvist (Helsingborgs IF) |
| 2007      | Rikard Norling (AIK)                   | Markus Johannesson (Djurgårdens IF) |
| 2008      | Magnus Pehrsson (GAIS)                 | Lasse Johansson (Kalmar FF)         |
| 2009      | Peter Gerhardsson (BK Häcken)          | Jon Persson (IF Brommapojkarna)     |
| 2010      | Conny Karlsson (Helsingborgs IF)       | Daniel Tjernström (AIK)             |
| 2011      | Peter Gerhardsson (BK Häcken)          | Pa Dembo Touray (Djurgårdens IF)    |
| 2012      | Mikael Stahre (IFK Göteborg)           | Mattias Lindström (Helsingborgs IF) |
| 2013      | Roberth Björknesjö (IF Brommapojkarna) | Suleyman Sleyman (Syrianska FC)     |
| 2014      | Mikael Stahre (IFK Göteborg)           | Henrik Gustavsson (Åtvidabergs FF)  |
| 2015      | Alexander Axén (Örebro SK)             | Kevin Stuhr Ellegaard (IF Elfsborg) |
| 2016      | Graham Potter (Östersunds FK)          | Per Karlsson (AIK)                  |
| 2017      | Özcan Melkemichel (Djurgårdens IF)     | Henok Goitom (AIK)                  |
| 2018      | Jimmy Thelin (IF Elfsborg)             | Tobias Hysén (IFK Göteborg)         |